# Asmodee
A Asmodee (também conhecida como Asmodée Editions) é uma editora francesa de jogos de tabuleiro, jogos de cartas e RPGs .
Fundada em 1995 para desenvolver seus próprios jogos e publicar e distribuir para outras desenvolvedoras menores, a empresa adquiriu diversas outras editoras de jogos de tabuleiro.

## História
A Asmodee foi fundada em 1995 por Marc Nunès, com a ideia de não apenas desenvolver seus próprios jogos de tabuleiro, mas também de alcançar outras editoras menores de jogos de tabuleiro e se oferecer para publicar e distribuir para elas, principalmente na França. Um dos primeiros sucessos da empresa foi Jungle Speed, que eles adquiriram em 1998 e promoveram fortemente em várias lojas de brinquedos e pontos de venda na França, vendendo mais de 4 milhões de cópias. Em 2003, a empresa obteve os direitos para publicar a versão francesa do Pokémon Trading Card Game, o que ajudou ainda mais em seu alcance de vendas. Por volta de 2007, Nunès direcionou a Asmodee para o mercado europeu e internacional. A empresa obteve um investimento de 40% da Montefiore Investment, o que os ajudou a adquirir pequenas editoras adicionais. As aquisições durante este período incluem a Esdevium, a maior distribuidora de jogos de hobby do Reino Unido, em 2010.
Em janeiro de 2014, a Asmodee foi adquirida pela empresa francesa de capital privado Eurazeo por 143 milhões de Euros. Sob a propriedade da Eurazeo, a Asmodee se tornou mais ativa em suas aquisições de outras editoras e desenvolvedoras de jogos de tabuleiro. A Asmodee atualmente distribui jogos sob as marcas Jogos Descartes e Eurogames, adquiridas quando compraram a Descartes. No entanto, eles não usaram essas marcas para nenhuma publicação original desde a compra.
Em agosto de 2014, a Asmodee concordou com uma fusão com a editora americana de jogos de tabuleiro Days of Wonder . Mais tarde naquele ano, eles também se fundiram com a Fantasy Flight Games .
Em janeiro de 2016, a Asmodee adquiriu os direitos de idioma inglês dos jogos Catan da Mayfair Games, criando uma nova empresa, a Catan Studio, Inc. Também no dia 27 do mesmo mês, a Asmodee anunciou que havia adquirido a Bergsala Enigma, desenvolvedora europeia de jogos de tabuleiro e cartas com sede em países nórdicos/holandeses, que será renomeada para seu nome original Enigma Distribution, impulsionando a Asmodee a expandir suas operações para a Europa Oriental e a primeira vez que entraram no negócio de jogos nórdicos e holandeses Dois anos depois, a Enigma foi totalmente absorvida pela Asmodee e anunciou que renomeou a empresa para Asmodee Nordic.
A Eurazeo começou a procurar um potencial comprador para a Asmodee no início de 2018 e anunciou em julho de 2018 que estava vendendo a empresa para outra empresa francesa de private equity, a PAI Partners, a um preço de cerca de 1.2 bilhões de Euros. A Asmodee lançou a editora de livros Aconyte em 2020 para publicar obras complementares.
Em outubro de 2020, a Asmodee anunciou que vendeu a empresa britânica de publicação de jogos de tabuleiro, quebra-cabeças e livros The Lagoon Group para a empresa americana de jogos University Games e colocou a Lagoon sob sua subsidiária sediada no Reino Unido, University Games UK.
A empresa adquiriu o Board Game Arena, um simulador de mesa digital, em fevereiro de 2021, para o qual planeja adaptar seus jogos para adicionar à sua biblioteca disponível.
Em setembro de 2021, a PAI Partners anunciou que a Asmodee estava à venda por 2 bilhões de euros. O Embracer Group lançou em dezembro de 2021 uma oferta pública de aquisição por € 2,75 bilhões, o que o tornaria um nono grupo operacional dentro da Embracer. Durante este anúncio, eles também revelaram a aquisição do site de varejo online Miniature Market em meados de 2021. O Embracer Group concluiu oficialmente sua aquisição da Asmodee em 8 de março de 2022.
Depois de não ter conseguido vender a empresa, em abril de 2024, o Embracer Group anunciou que se dividiria em três empresas separadas de capital aberto no mercado de ações sueco com o Asmodee Group AB, incorporado em Karlstad, Suécia, formado como uma holding para administrar todos os ativos da Asmodee. Em fevereiro de 2025, a Asmodee anunciou que começaria a ser negociada na Nasdaq Estocolmo, marcando a conclusão da separação da Embracer.

### Twin Sails Interativo
Além de seus direitos de publicação física, a Asmodee começou a desenvolver videogames baseados em suas marcas de jogos de tabuleiro para computadores pessoais e jogos para dispositivos móveis . Muitos desses jogos foram construídos sobre as bibliotecas de software que a Days of Wonder havia criado para sua versão digital de Ticket to Ride . Em janeiro de 2017, a empresa publicou versões digitais de Mysterium e Potion Explosion, além de títulos existentes publicados por suas empresas adquiridas. Philippe Dao, diretor de marketing da Asmodee Digital, afirmou que eles esperavam ter mais 20 jogos lançados até o final de 2017.
Em outubro de 2017, a Asmodee e a Fantasy Flight anunciaram a formação da Fantasy Flight Interactive, uma divisão das empresas fundidas para trazer mais jogos de tabuleiro físicos da Fantasy Flight para implementações digitais. Entre os jogos desenvolvidos pelo estúdio estavam The Lord of the Rings: Adventure Card Game e The Lord of the Rings: Journeys in Middle-earth . No entanto, como parte das demissões em toda a empresa, a divisão Fantasy Flight Interactive foi fechada em janeiro de 2020 e a versão móvel de The Lord of the Rings: Adventure Card Game nunca foi lançada. Após o fechamento da Fantasy Flight Interactive, em fevereiro de 2020, a Asmodee anunciou que estava abrindo sua biblioteca de jogos de tabuleiro para serem transformados em versões digitais por meio de opções de licenciamento para qualquer desenvolvedor. Em 11 de fevereiro de 2021, a Asmodee anunciou a aquisição da plataforma digital de jogos de tabuleiro multijogador, Board Game Arena. A Asmodee Digital foi renomeada como Twin Sails Interactive em agosto de 2022.

## Produtos
Os jogos publicados pela Asmodée incluem:
- 7 Wonders
- 7 Wonders Duel
- Bloodlust
- Carcassonne
- Catan
- Citadels
- Diplomacy
- Dixit
- Dobble
- Formula De
- Hanabi
- Jaipur
- Jungle Speed
- Liar's Dice
- Pandemic
- Splendor
- Star Wars: X-Wing Miniatures Game
- Talisman: Digital Edition
- The Werewolves of Millers Hollow
- Ticket to Ride
- Time's Up!

## Subsidiárias
- Access+
- Aconyte
- Asmodee Deutschland
- Atomic Mass Games
- Bezzerwizzer Studio
- Blackfire
- Board Game Arena
- Catan Studio
- Days of Wonder
- Dotted Games
- Edge Entertainment
- Exploding Kittens
- Fantasy Flight Games
- Galápagos Jogos
- Gamegenic
- Libellud
- Lion Rampant
- Lookout Games
- Mixlore
- Office Dog
- Philibert
- Plan B Games
- Rebel Studio
- Repos Production
- Space Cow
- Space Cowboys
- Tric Trac
- The Green Board Game Co.
- Unexpected Games
- Z-Man Games
- Zygomatic Games

Ex-subsidiárias
- Jogos de Pérolas
- Twin Sails Interativo